# Canaveses (antigo concelho)
Canaveses era a designação de um antigo concelho de Portugal, com sede na freguesia de Sobretâmega, no actual município de Marco de Canaveses. Para além da sede, era constituído pela freguesia de São Nicolau. Tinha, em 1801, 765 habitantes. Aquando da extinção do município, estas freguesias passaram a pertencer ao concelho de Soalhães.